# Kokoti
Kokoti (štitoglavke, lat. Triglidae) porodica su riba iz reda Škarpinki. Obuhvaća devet rodova sa 125 vrsta. Može ih se naći u umjerenim i tropskim morima. Narastu do 1 metra duljine.
U Jadranu živi više vrsta kokota, ali narodni nazivi za njih ne prave razliku, pa ih sve nazivaju, kokotima, kokotićima ili hrokavcima. Naziv hropavac dolazi po hroptanju te ribe pomoć mjehura kada se nađe u opasnosti. To su ribe pjerskovitog i muljevitog morskoga dna, koje živve na dubinama od plićaka (Trigloporus lastoviza) pa do nekoliko stotina metara dubine.
Odlikuju se velikim glavama oblika kacige i velikim prsnim perajama, često s plavim pjegama.
Rod Trigloporus s vrstom T. lastoviza često se klasifiocira i rodu Chelidonichthys pod imenom C. lastoviza.

## Rodovi
- Rod Bellator Jordan & Evermann, 1896
- Rod Bovitrigla Fowler, 1938
- Rod Chelidonichthys Kaup, 1873
- Rod Eutrigla Fraser-Brunner, 1938
- Rod Lepidotrigla Günther, 1860
- Rod Prionotus Lacepède, 1801
- Rod Pterygotrigla Waite, 1899
- Rod Trigla Linnaeus, 1758
  - vrste: kokot ili hrokavica Trigla lyra
- Rod Trigloporus Smith, 1934